# Phoebe megacalyx
Phoebe megacalyx är en lagerväxtart som beskrevs av Hsi Wen Li. Phoebe megacalyx ingår i släktet Phoebe och familjen lagerväxter. Inga underarter finns listade i Catalogue of Life.